# Municipio de Beaverdam (condado de Watauga)
El municipio de Beaverdam (en inglés: Beaverdam Township) es un municipio ubicado en el  condado de Watauga en el estado estadounidense de Carolina del Norte. En el año 2010 tenía una población de 1.351 habitantes.

## Geografía
El municipio de Beaverdam se encuentra ubicado en las coordenadas 36°18′7.45″N 81°48′46.41″O / 36.3020694, -81.8128917.